# Браун, Крис (легкоатлет)
Кристофер «Крис» Браун (англ. Chris Brown; род. 15 октября 1978 года в Нассау, Багамские Острова) — багамский спринтер, специализируется в беге на 400 метров. Олимпийский чемпион 2012 года в эстафете 4×400 м, чемпион мира 2001 года и серебряный призёр Олимпийских игр 2008 года в эстафете 4×400 метров. Двукратный чемпион Панамериканских игр 2007 года. Бронзовый призёр мирового первенства в помещении 2012 года с результатом 45,90 сек.
Личный рекорд на дистанции 400 метров — 44,40 сек.

## Достижения
Золотая лига
- 2005:  Meeting Gaz de France – 45,31
- 2005:  Weltklasse Zürich – 44,97
- 2006:  Bislett Games – 44,80
- 2008:  ISTAF – 44,68
- 2008:  Bislett Games – 44,40
- 2008:  Golden Gala – 44,73
- 2008:  Meeting Gaz de France – 44,76
- 2008:  Weltklasse Zürich – 45,05
- 2009:  Golden Gala – 44,81
- 2009:  Meeting Areva – 45,44
- 2009:  ISTAF – 45,61

Бриллиантовая лига
- 2010:  Golden Gala – 45,05
- 2010:  Herculis – 45,05
- 2011:  Golden Gala – 45,16
- 2011:  Meeting Areva – 44,94
- 2011:  DN Galan – 44,79
- 2011:  Aviva London Grand Prix – 45,04
- 2012:  Prefontaine Classic – 45,24
- 2012:  Adidas Grand Prix – 45,35
- 2012:  Aviva London Grand Prix – 44,95